# Eleutherobia somaliensis
Eleutherobia somaliensis är en korallart som beskrevs av Verseveldt och Bayer 1988. Eleutherobia somaliensis ingår i släktet Eleutherobia och familjen läderkoraller. Inga underarter finns listade i Catalogue of Life.